# Géographie de l'Île-de-France
Pour un article plus général, voir Île-de-France.

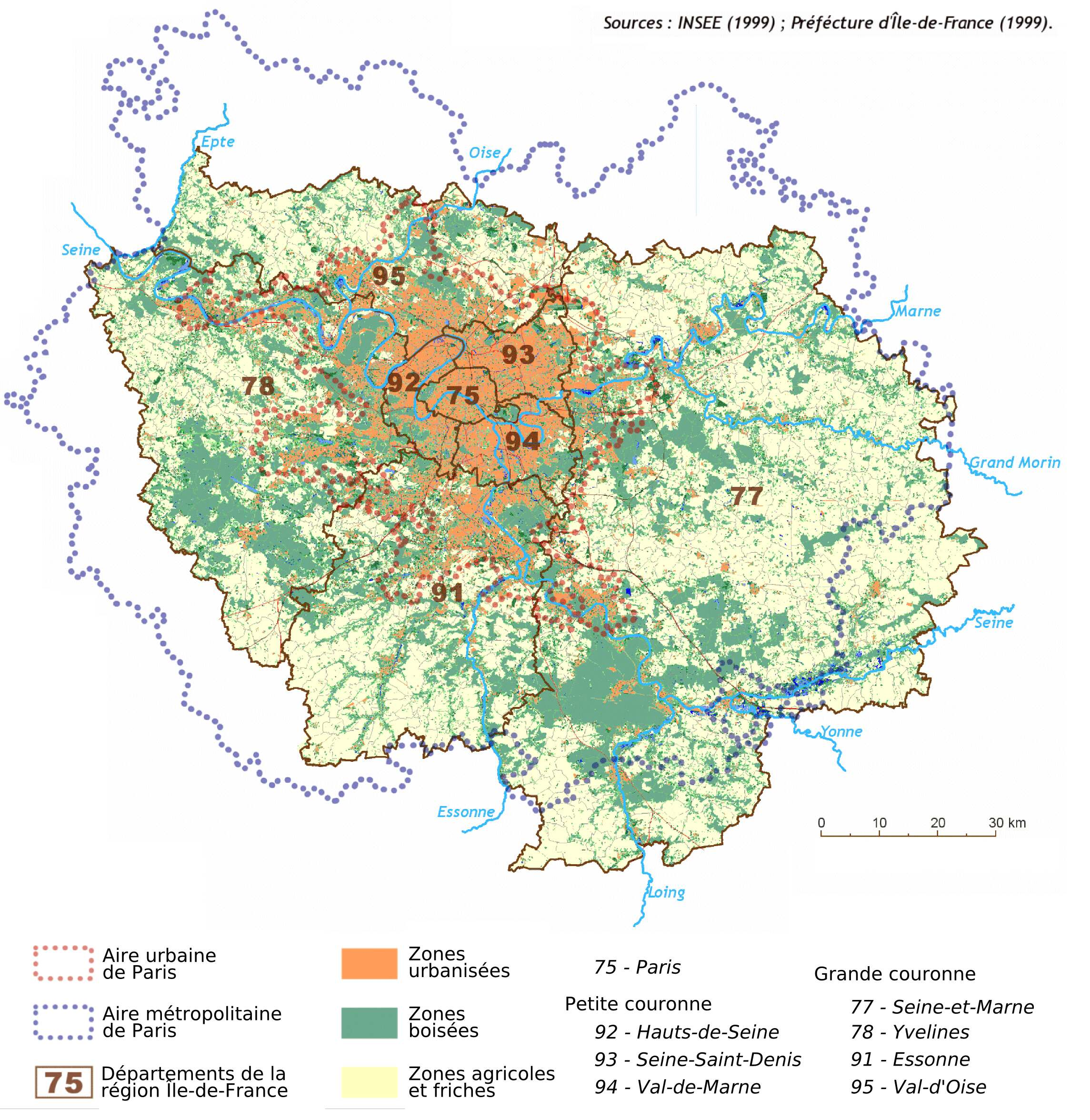
Aire et zones de l'Île-de-France.

La géographie de l'Île-de-France est marquée, sur le plan physique, par sa situation au centre d'un bassin sédimentaire, le Bassin parisien, au relief relativement plat, irrigué par un fleuve navigable, la Seine, dont les principaux affluents convergent précisément dans cette région, par un climat tempéré et des sols agricoles très fertiles, et sur le plan économique, par la présence en son centre de Paris, capitale et principale agglomération urbaine de la France.
Avec une superficie de 12 012 km2, l'Île-de-France est l'une des plus petites régions françaises (la plus petite de la France métropolitaine après la Corse), mais de loin la plus importante par sa population (12,08 millions d'habitants en 2015, soit 18,8 % de la population de la France métropolitaine) et par son produit intérieur brut : 30,9 % du PIB total de la France métropolitaine et 30,4 % du PIB de la France (DOM inclus) en 2014.
Concentrant les pouvoirs économiques, administratif et politique d'un pays très centralisé, elle est au centre d'un réseau de communication qui se ramifie en étoile autour de Paris.

## Paris et ses couronnes

### Ville de Paris
Elle concentre 2 187 526 habitants en 2017, soit une densité de population de 20 833 hab/km2, l'une des plus élevées du monde, et 18,3 % de la population totale de la région Île-de-France, pour à peine 0,9 % de sa superficie. En excluant les 19 km2 des bois de Boulogne et de Vincennes, la densité de Paris atteint même 25 436 hab/km2.
La commune de Paris correspond à un ensemble géographique et historique déterminé dont les limites furent tracées en 1860, lors de l'annexion de certaines communes adjacentes (comme Montmartre, La Villette ou Bercy), à peu près sur le tracé de l'ancienne enceinte militaire de Thiers, bâtie en 1840. Bien que rapidement désaffectée, cette enceinte marqua longtemps une rupture dans le tissu urbain, toujours visible dans les « Boulevards des Maréchaux », ensemble de boulevards ceinturant presque intégralement la ville en deçà du boulevard périphérique, autoroute urbaine circulaire située à l'intérieur des limites administratives de la commune. Il existe même à certains endroits des terrains situés entre le périphérique et la limite administrative, très prisés par les promoteurs de bureaux puisqu'ils conservent une adresse parisienne.
En 2005, l'Insee évaluait le PIB de la commune de Paris à 166 milliards d'euros et le PIB par habitant à 75 455 euros.

### Petite couronne

Carte représentant Paris et les trois départements de la petite couronne.

La petite couronne est la zone constituée des trois départements limitrophes de la ville de Paris : les Hauts-de-Seine (92), la Seine-Saint-Denis (93) et le Val-de-Marne (94). Jusqu'à la fin de 1967, la majeure partie de cet ensemble, regroupée avec Paris, formait le département de la Seine (anciennement 75) mais des communes de l'ancienne Seine-et-Oise (anciennement 78) furent ajoutées pour la création des départements de la petite couronne. 
Depuis le 1er janvier 2016, la petite couronne, ainsi que sept communes de grande couronne, sont regroupées avec Paris au sein de la métropole du Grand Paris. Ces communes de banlieue y sont aussi regroupées depuis 2016 en établissement public territorial (EPT) ayant le statut d'établissement public de coopération intercommunale, au nombre de 12 au total : 4 pour les Hauts-de-Seine, 3 pour le Val-de-Marne, 4 sont situés en Seine-Saint-Denis. Paris forme 1 EPT seule.
Urbanisée dès la fin du XIXe siècle, elle correspond à la proche banlieue de la capitale et se caractérise par une très forte densité de population, atteignant près de 9 000 habitants/km2 dans les Hauts-de-Seine, soit plus que la majorité des centres-villes de la plupart des métropoles mondiales : par comparaison, la densité de l'arrondissement de Queens à New York est de 8 000 habitants/km2. Certaines des communes les plus proches de Paris sont comparables à des arrondissements parisiens, on y trouve des densités de population équivalentes voire supérieures. C'est notamment le cas à Levallois-Perret (27 420 habitants/km2) Vincennes (26 067 habitants/km2) et Le Pré-Saint-Gervais (24 787 habitants/km2).
Cette zone possède d'importantes fonctions de commandement, en particulier le quartier de La Défense (Hauts-de-Seine), véritable extension du centre-ville et premier quartier d'affaires européen. La petite couronne comprend 123 communes, 4 566 621 habitants en 2015, et concentre ainsi 37,8 % de la population de la région, sur une superficie de 657 km2, soit moins de 6% de la superficie régionale.
En 2005, l'Insee évaluait le PIB des trois départements à 189 milliards d'euros et le PIB par habitant à 43 950 euros.

### Grande couronne
Jusqu'en 1967, avec la Seine-et-Marne (77), le département de Seine-et-Oise entourant celui de la Seine, formait la grande couronne.
Le 1er janvier 1968, elle est réorganisée en quatre départements à la périphérie de l'Île-de-France : la Seine-et-Marne (77) qui conserve ses limites, alors que les Yvelines (78), l'Essonne (91) et le Val-d'Oise (95) sont nés du démantèlement de la Seine-et-Oise (anciennement 78).
En 2006, l'Insee évaluait le PIB des 4 départements à 101 milliards d'euros et le PIB par habitant à 26 715 euros.
Les 4 départements composant la grande couronne comptaient 5 309 035 habitants en 2015, soit 43,9 % de la population de la région Île-de-France, et représente l'essentiel de son territoire : 11 249 km² soit plus de 93% du territoire.

## Géologie
La région Île-de-France occupe le centre du Bassin parisien. Sa surface est principalement composée de terrains tertiaires. Les couches géologiques qui s'y sont accumulées font alterner des roches dures (calcaires) et tendres (marnes, argiles et sables). Au centre, elles sont moins épaisses, bien souvent sub-horizontales, coïncidant avec des plateaux si elles sont dures (calcaire de Beauce, calcaire de Brie, Lutétien ou calcaire grossier, etc.), avec des pentes adoucies ou des surfaces ondulées si elles sont tendres (sables de Fontainebleau, par exemple). Les couches géologiques se redressent vers l'est et le nord-est, donnant naissance à la cuesta d'Île-de-France. Plusieurs ondulations de direction nord-ouest - sud-est sont à l'origine de la formation de petites boutonnières, comme la vallée du ru de Gally, à l'ouest de Versailles, et de buttes-témoins situées entre l'Oise et la Marne, comme celles du Mont-Valérien, du Parisis, de Dammartin-en-Goële ou encore la butte Montmartre. La plupart de ces buttes sont couronnées d'une couche de meulière, issue de l'altération du calcaire, qui a servi de matériau pour la construction de nombreux pavillons de banlieue à la fin du XIXe siècle et au début du XXe siècle.
Les cours d'eau, dont l'essentiel du réseau est mis en place au Miocène, ont déposé des alluvions (sables et limons) dans les vallées qu'ils ont creusées, notamment pendant l'Holocène, qui servent aussi de matériaux de construction : ainsi, de nombreuses gravières et sablières jalonnent le lit de la Seine et de ses affluents. Dans celles qui ne sont plus en exploitation, comblées par de l'eau, des bases de loisirs aquatiques ont été aménagées, comme celles de Draveil ou de Jablines. Des lœss ont également recouvert une partie des plateaux pendant le Quaternaire, contribuant à la bonne qualité agronomique de leurs sols.
En dehors des zones construites le long des rivières, les carrières et les zones rocheuses exploitables sont encore nombreuses dans la région. On trouve du gypse au nord et à l'est de la Seine, exploité dans de vastes carrières à plâtre (Cormeilles-en-Parisis, butte de Montmorency, monts de la Goële, bois de Bernouille à Coubron, près du fort de Vaujours, etc.), beaucoup de sablons notamment dans le Gâtinais et les boucles de la Marne, de l'argile près de Provins (Seine-et-Marne) et dans le Mantois ainsi que du calcaire aux limites champenoises et le long du Loing. Les sables de Fontainebleau, présents dans une zone allant de Nemours à Étampes et Dourdan, sont réputés pour leur grande pureté et utilisés en verrerie, en fonderie, dans la fabrication de béton et dans la filière sportive.

## Relief
| \| Hurepoix Beauce Vexin français Gâtinais Brie Côte d'Île-de-France Multien Goële Yveline France Mantois Goële Aulnoye La Seine La Marne L'Oise \| Carte topographique et localisation des régions naturelles |
| Hurepoix Beauce Vexin français Gâtinais Brie Côte d'Île-de-France Multien Goële Yveline France Mantois Goële Aulnoye La Seine La Marne L'Oise                                                                  |

Du fait de sa situation au cœur du Bassin parisien, la région possède un relief essentiellement tabulaire. Les vastes horizons, sous la forme de plateaux de basse altitude et de plaines alluviales, l'emportent sur les parties pentues (talus, buttes et collines, versants de vallées parfois encaissées dans les plateaux, comme dans le Hurepoix). Les plus hauts plateaux et les buttes-témoins sont alignés selon une ondulation de direction armoricaine (nord-ouest - sud-est) et, bien souvent, couverts de forêts (comme celles de Rambouillet, de Marly, de Meudon ou de Fontainebleau).
Les altitudes les plus élevées sont à peine supérieures à 200 m, dans les parties septentrionale (Vexin français) et orientale (Brie champenoise) du territoire. Le point culminant de la région d'Île-de-France est situé à Haravilliers (Val-d'Oise) sur les buttes de Rosne, à 216 m, juste devant la butte Saint-Georges (215,6 m) à Verdelot (Seine-et-Marne). La colline d'Élancourt (anciennement colline de la Revanche) est plus haute avec ses 231 m, mais il s'agit d'une colline en partie artificielle, élevée avec les remblais de construction de la ville nouvelle de Saint-Quentin-en-Yvelines : son sommet n'est pas d'origine naturelle.
Le point culminant de Paris et de la petite couronne se trouve dans la forêt de Meudon, sur la commune du même nom, à 179 m.
Le point le plus bas est à 11 m à Port-Villez (Yvelines), dans la zone située en aval de la partie francilienne de la vallée de la Seine, à la limite de la Normandie. L'altitude moyenne est de 108 m[réf. nécessaire].

## Hydrographie
L'Île-de-France constitue une zone de convergence hydrographique, au centre du Bassin parisien. La Seine, fleuve aisément navigable jusqu'à la mer, en constitue l'axe structurant. Elle est alimentée par de nombreux affluents, dont les principaux sont, dans la région, l'Yonne, le Loing, l'Essonne, l'Orge, l'Yerres, la Marne (elle-même alimentée par le Grand Morin) et l'Oise. La faiblesse de la pente, au cœur de la cuvette, explique que certains cours d'eau, notamment la Marne et la Seine, dessinent de vastes boucles et méandres, comme à Saint-Maur-des-Fossés, à Boulogne-Billancourt, à Gennevilliers ou à Saint-Germain-en-Laye, ainsi que l'abondance de dépôts alluviaux contribuant à la formation d'îles. Deux de ces méandres abritent les grands ports fluviaux de la région : celui de Bonneuil-sur-Marne et celui de Gennevilliers.
À l'ouest, l'Eure draine timidement dans sa vallée le sud des Yvelines (rivières du Perray, de Guéville, etc.), et le pays Houdanais.
La région est aussi dotée de tout un réseau de canaux, destinés à faire la jonction entre bassins fluviaux, comme le canal du Loing et le canal latéral à l'Oise, à alimenter autrefois Paris en eau potable, comme le canal de l'Ourcq et/ou, plus généralement, à faciliter le transport des marchandises et des personnes (canal Saint-Martin, bassin de la Villette, canal de Chelles, canal Saint-Denis).

## Climat
La région Île-de-France bénéficie d'un climat tempéré océanique. Il est caractérisé par des circulations d'origine océanique pendant plus de deux jours sur trois, brassant de l'air plus ou moins instable et humide, un temps très changeant, une température moyenne annuelle s'élevant à 11 °C et des précipitations moyennes de 600 mm par an. En hiver, se succèdent des temps plus continentaux, froids et secs, et de fortes perturbations d'ouest. L'été est plus chaud, avec des temps secs et ensoleillés lorsque stationnent des anticyclones d'origine atlantique. La pluviosité moyenne est plus grande en automne, en raison de la fréquence des perturbations d'ouest, tandis qu'au printemps, des coups de froid et des gelées tardives peuvent intervenir en raison de flux venus du nord.
Du fait de sa situation au centre du Bassin parisien, la région bénéficie d'un climat d'abri, favorable aux brouillards, avec des précipitations un peu affaiblies en toute saison par rapport au climat océanique pur. Il existe une différence entre Paris et sa très proche banlieue, d'une part, qui bénéficient d'un micro-climat urbain, et le reste de l'Île-de-France, d'autre part. Du fait de l'omniprésence des surfaces bâties ou goudronnées, du chauffage urbain et de la circulation automobile, le climat de Paris est caractérisé par des températures moyennes plus élevées de 1 à 3 °C (ainsi, à Paris, les températures moyennes annuelles maximale et minimale sont respectivement de 16 °C et 8,9 °C, alors qu'à Melun elles sont respectivement de 15,7 °C et 6,8 °C) et maximales par temps calme et en été. La pluviosité est plus grande en été, avec des orages plus fréquents et plus violents. En revanche, l'îlot de chaleur raréfie les brouillards et atténue fortement les gelées. Il existe aussi une nuance régionale, en Beauce, plus sèche à cause des collines normandes qui l'abritent des vents humides.
paragraphe suivant présent identiquement dans pages des villes de l'EPT GPSO Ville-d'Avray, Marnes-la-Coquette, Garches, Sèvres : Pertinence à vérifier, corriger si nécessaire.
Le climat du sud ouest de l'Île-de-France est de type océanique dégradé. Les stations d'observation de météorologie les plus proches sont celles d'Orly et de l'aéroport de Vélizy-Villacoublay.
Le climat dans les départements de la petite couronne parisienne est caractérisé par un ensoleillement et des précipitations assez faibles. Le tableau suivant permet de comparer le climat francilien avec celui de quelques grandes villes françaises :
| Ville             | Ensoleillement · (h/an) | Pluie · (mm/an) | Neige · (j/an) | Orage · (j/an) | Brouillard · (j/an) |
| ----------------- | ----------------------- | --------------- | -------------- | -------------- | ------------------- |
| Médiane nationale | 1 852                   | 835             | 16             | 25             | 50                  |
| Orly              | 1 797                   | 615             | 16             | 20             | 31                  |
| Paris             | 1 717                   | 634             | 13             | 20             | 26                  |
| Nice              | 2 760                   | 791             | 1              | 28             | 2                   |
| Strasbourg        | 1 747                   | 636             | 26             | 28             | 69                  |
| Brest             | 1 555                   | 1 230           | 6              | 12             | 78                  |
| Bordeaux          | 2 070                   | 987             | 3              | 32             | 78                  |

Le tableau suivant donne les moyennes mensuelles de température et de précipitations pour la station d'Orly recueillies sur la période 1961 - 1990 :
| Mois                              | jan. | fév. | mars | avril | mai  | juin | jui. | août | sep. | oct. | nov. | déc. | année |
| --------------------------------- | ---- | ---- | ---- | ----- | ---- | ---- | ---- | ---- | ---- | ---- | ---- | ---- | ----- |
| Température minimale moyenne (°C) | 0,7  | 1,3  | 3    | 5,3   | 8,8  | 11,9 | 13,8 | 13,4 | 11,2 | 7,9  | 3,8  | 1,6  | 6,9   |
| Température moyenne (°C)          | 3,3  | 4,4  | 6,8  | 9,8   | 13,5 | 16,7 | 18,9 | 18,6 | 16   | 11,9 | 6,8  | 4,1  | 10,9  |
| Température maximale moyenne (°C) | 5,8  | 7,5  | 10,7 | 14,2  | 18,1 | 21,5 | 24   | 23,8 | 20,9 | 15,9 | 9,8  | 6,6  | 14,9  |
| Précipitations (mm)               | 51,9 | 44,8 | 50,8 | 46,6  | 57,8 | 50,5 | 50,1 | 46,5 | 52   | 53,2 | 58,1 | 53,1 | 615,4 |
| Humidité relative (%)             | 86   | 80   | 76   | 72    | 72   | 71   | 70   | 71   | 77   | 83   | 86   | 86   | 78    |

| Mois                     | jan. | fév. | mars | avril | mai | juin | jui. | août | sep. | oct. | nov. | déc. | année |
| ------------------------ | ---- | ---- | ---- | ----- | --- | ---- | ---- | ---- | ---- | ---- | ---- | ---- | ----- |
| Nombre de jours avec gel | 12,4 | 10,3 | 7    | 1,6   | 0   | 0    | 0    | 0    | 0    | 0,2  | 5,4  | 11,6 | 48,6  |

| Mois                                  | jan.       | fév.     | mars      | avril     | mai       | juin     | jui.      | août     | sep.     | oct.      | nov.      | déc.       |
| ------------------------------------- | ---------- | -------- | --------- | --------- | --------- | -------- | --------- | -------- | -------- | --------- | --------- | ---------- |
| Record de froid (°C) date du record   | −16,8 1985 | −15 1956 | −9,4 2005 | −4,3 1921 | −1,3 1957 | 3,2 1975 | 6,7 1922  | 5,6 1923 | 1,7 1952 | −3,9 1955 | −9,6 1921 | −13,3 1964 |
| Record de chaleur (°C) date du record | 16,5 2003  | 20 1990  | 24,5 1955 | 29,4 1949 | 35 1922   | 37 1947  | 39,2 1947 | 40 2003  | 33 1949  | 31,3 1921 | 20,1 1993 | 17,3 1989  |

## Occupation des sols
Malgré sa forte urbanisation, l'Île-de-France est majoritairement occupée par des espaces agricoles et forestiers : sur ses 12 012 km2, 45 % sont consacrés à l'agriculture (une des plus productives de France) et 23 % à la forêt. Parmi les plus importantes forêts de la région, on peut citer celles de Fontainebleau, Rambouillet, Montmorency, Saint-Germain-en-Laye et Sénart. Cependant, la progression de l'urbanisation continue, année après année, de grignoter la surface agricole qui a perdu 1 000 km2 au cours des 50 dernières années face à l'étalement urbain et au développement des infrastructures.

## Biodiversité
Les études de l'Union internationale pour la conservation de la nature faites sur l'Ile-de-France révèlent en 2019 que 31 % des 1.600 espèces de fougères et plantes à fleurs sont menacées de disparition, 27 % des papillons de jour, 30 % des chauves-souris, ou encore 39 % des oiseaux nicheurs. Sans être menacées de disparition, certaines populations « encore abondantes il y a peu » ont considérablement diminué, comme certaines espèces de chauve-souris (pipistrelles communes et noctules communes) ou d'oiseaux, dont les hirondelles et le moineau domestique qui a perdu 73 % de ses effectifs parisiens entre 2004 et 2017. L'usage des pesticides, l'urbanisation et le réchauffement climatique semblent en être les principales causes.

## Principales régions naturelles
- Beauce
- Brie
- Drouais
- Gâtinais (dont Gâtinais français, Bocage gâtinais et Pays de Bière)
- Hurepoix
- Mantois (dont Plaine de Versailles)
- Pays de France (dont buttes du Parisis, Vallée de Montmorency, Plaine de France, Goële, Pays d'Aulnoye)
- Valois (dont Multien et Orxois)
- Vexin français

## Parcs naturels régionaux
- Haute vallée de Chevreuse
- Gâtinais français
- Vexin français
- Oise-Pays de France
- Bocage Gâtinais (en projet)[18]